# 丹·貝克
丹·貝克（英語：Dan Baker；1992年7月5日—）是一位英格蘭橄欖球運動員。他是英格蘭國家橄欖球隊的一員，代表英格蘭參加過國際橄欖球比賽。